# جنیفر جونس
جنیفر جونس (انگلیسی: Jennifer Joines؛ زادهٔ ۲۳ نوامبر ۱۹۸۲) بازیکن والیبال اهل ایالات متحده آمریکا است.